# 토니 마틴 (미국의 가수)
토니 마틴(Tony Martin, 본명: 앨빈 모리스, 본명 영어: Alvin Morris, 1913년 12월 25일 ~ 2012년 7월 27일)은 미국의 배우, 팝 가수이다.
마틴의 경력은 70년이 넘으며 1930년대 말부터 1950년대 중순 사이 수십곡의 히트를 기록했다. 그 중에는 Walk Hand in Hand, I Love Paris, Stranger in Paradise, I Get Ideas 등이 있다. 배우이자 댄서 시드 챠리시와 1948년 결혼한 뒤 2008년 챠리시가 사망할 때까지 60년을 함께했다.

## 참여 작품
- 폴로우 더 플릿
- 푸어 리틀 리치 걸 (1936년 영화)
- 피그스킨 퍼레이드
- 미인극장
- 브로드웨이로 가는 두 장의 티켓
- 밤의 충돌
- 이지 투 러브
- 히트 더 덱